# سباق باريس روبيه 1927
طواف باريس 1927 هو سباق دراجات هوائية أقيم بتاريخ 17 أبريل، تكون السباق من مرحلة واحدة، وامتدّ لمسافة 270 كم، وبسرعة 30.450 كم/س، استغرق السباق 8 ساعات و32 دقيقة و20 ثانية.